# سوآنزسی، تاسمانی
سوآنزسی (به انگلیسی: Swansea) یک شهرک در استرالیا است که در تاسمانی واقع شده‌است.